# Sonata per a piano núm. 2 en do major, D 279 (Schubert)
La Sonata per a piano núm. 2 en do major, D 279, és una obra per a piano composta per Franz Schubert durant el mes de setembre de 1815. La sonata consta de tres moviments i es considerada que està incompleta perquè li mancaria un quart moviment. S'ha suggerit que l' Allegretto en do major, D. 346, una peça també inacabada, podria ser el moviment final.

## Moviments
Els moviments de la Sonata per a piano D. 279 són:
I. Allegro Moderato 
En do major, amb la recapitulació en la tonalitat de la subdominant, fa major
II. Andante 
En fa major.
III. Menuetto (Allegro vivace) - Trio 
En la menor, amb el trio en la major.
La peça D. 277A és una versió lleugerament diferent del mateix Minuet, amb un Trio en fa major, diferent. La D. 277A probablement és anterior a la Sonata D. 279.
A partir de 1928, quan se celebrà el centenari de la mort de Schubert, diversos experts, com per exemple Walter Rehberg, han suggerit que la peça D. 346 podria ser el moviment final de la Sonata D. 279:
(IV. Allegretto D. 346) 
És un fragment en do major que acaba en el compàs 231, quan el segon tema finalitza en fa menor.
El 1997, tant Martino Tirimo com Paul Badura-Skoda van publicar una versió completa d'aquest Allegretto, com a quart moviment de la Sonata D. 279.
L'any de composició d'aquest Allegretto és incert, però es creu que seria probablement el 1815, o 1816.
Un inici abandonat d'un Rondó en do major, D. 309A (esmentat a la pàg. 173 en la versió del Catàleg Deutsch de 1978 però sense assignar-li un número, així que en diverses publicacions apareix com a D deest), amb data del 16 d'octubre de 1815, és un altre possible darrer moviment d'aquesta Sonata D. 279.

## Partitura
No existia cap publicació d'aquesta obra anterior a la que apareix a l'edició de l'Alte Gesammtausgabe (AGA) de Breitkopf & Härtel de final del segle xix.

### Manuscrits
L'autògraf de la Sonata D. 279 té el títol de Sonate I, i té la data de setembre de 1815 com a període de composició. L'autògraf de la peça D. 346 no té cap data. Ambdós autògrafs són a la biblioteca de la ciutat de Viena, i pot ser consultat en línia a la web Schubert-Autographs.
L'autògraf de la peça D. 277A ha desaparegut, però hi ha una còpia del manuscrit d'Eusebius Mandyczewski. L'autògraf del fragment D. 309A té només sis compassos, i està completament ratllat per Schubert. Aquest autògraf, a sobre de la segona versió de l'autògraf de D. 310, està a la Biblioteca Nacional austríaca, i està disponible a la web.

### Primera publicació
D. 279 fou publicat primer l'any 1888 com a núm. 2 en el volum de Sonates de Piano (Sèrie X) de la Kritisch durchgesehene Gesammtausgabe. El segon volum del Suplement (XXI de Sèrie) conté el fragment D. 346. El D. 277A fou publicat primer per Otto Erich Deutsch el 1925.

### Edicions Urtext
Dues edicions Urtext van ser publicades el 1997: Paul Badura-Skoda (Henle) completà la Sonata en do major D. 279 amb l'Allegretto D. 346, i posa la D. 277A en un apèndix. L'altra publicació de la Sonata, del mateix any, és de Martino Tirimo (Wiener Urtext).

### Neue Schubert-Ausgabe (NSA)
El Neue Schubert-Ausgabe posa la D. 279 a VII/2/1. El fragment del Rondó D. 309A apareix en un apèndix d'aquesta publicació. D. 277A i D. 346 estan dins el VII/2/4.

## Interpretacions
L'obra, incloent el Finale D. 346, dura aproximadament uns 20 minuts.
Tamara Rumiantsev realitzà un enregistrament el desembre de 2000 en la que interpreta la Sonata amb l'afegit de l'Allegretto D. 346 com a finale. També Bart Berman va enregistrar una conclusió del D. 279 sonata.